# Lago Agnel
Il lago Agnel (2.300 m s.l.m.) è un lago artificiale del Piemonte, situato nella valle dell'Orco (Alpi Graie), nel territorio del comune di Ceresole Reale, lungo la strada che da questo sale al colle del Nivolet, appena sopra il lago Serrù.

## Descrizione
Fa parte del complesso di laghi artificiali (lago Serrù, lago di Ceresole, lago del Piantonetto e lago di Valsoera) e che alimentano varie centrali idroelettriche.
Questo lago è famoso nella cinematografia per essere stato il luogo delle riprese della scena finale del film Un colpo all'italiana del 1969.

## Protezione della natura
Il lago si trova all'interno del territorio del Parco nazionale del Gran Paradiso.